# Soleymieux
Soleymieux là một xã trong tỉnh Loire miền trung nước Pháp.